# الكشافة الإسلامية الجزائرية
الكشافة الإسلامية الجزائرية  ، (ك.إ.ج) هي ثاني جمعية وطنية تربوية إنسانية تطوعية مستقلة، غير سياسية، هدفها تنمية الشباب بدنيًا وثقافيًا.
تتمتع بصبغة الجمعية ذات المنفعة العمومية بموجب المرسوم الرئاسي الثاني بعد قدماء الكشافة الإسلامية الجزائرية برقم: 03-217 المؤرخ في 19 ماي سنة 2003 والمرسوم التنفيذي رقم 05-247 المؤرخ في 07 جويلية سنة 2005 معتمدة ثانيا بعد ق.ك.إ.ج بتاريخ: 07/11/1989 تحت رقم: م.ت.م 76/0091.

## تاريخها
ظهرت الكشافة في الجزائر بعد الحرب العالمية الأولى على يد الفرنسيين الذين كان هدفهم تربية أبنائهم، وكانت صورة للكشافة، المتواجدة بفرنسا رغم أنخراط بعض الشبّان الجزائريين في صفوفها لإعجابهم بالنظام والانضباط الكشفي والزي الموحد، لكن الاحتفالات بالذكرى المئوية للاحتلال وما رافقها من أستعراضات أستفزازية شاركت فيها الكشافة دفعت الجزائريين إلى الانسحاب من صفوفها والاتجاه نحو تأسيس كشافة إسلامية جزائرية.
بعد تأثر الشبان الجزائريين في الثلاثينات بالكشافة الفرنسية العاملة آنذاك بالجزائر، وأنتهى بهم الأمر إلى تأسيس جمعية خاصة بهم أسموها الكشافة الإسلامية الجزائرية بعد أن تأسّس أول فوج كشفي بمدينة مليانة تحت اسم: فوج ابن خلدون على يد صادق الفول، وبعدها بقليل تأسس فوج ثاني بالعاصمة من طرف محمد بوراس تحت أسم فوج الفلاح الريفي سنة 1935م، والذي حصل على الاعتماد والترخيص القانوني في عهد الجبهة الشعبية اليسارية بتاريخ 17 جوان/حزيران 1936 تحت رقم 2450، فتوسعت الأفواج الكشفية إلى باقي المدن الجزائرية، فظهر فوج الرجاء وفوج الصباح بقسنطينة سنة 1936، وفوج الفلاح بمستغانم 1936، وفوج الإقبال بالبلدية 1936، وفوج القطب بالعاصمة 1937 وفوج الحياة بسطيف 1938 وفوج الهلال بتيزي وزو 1938 وفوج الرجاء بباتنة 1938 وفوج النجوم بقالمة 1900، وأمام تزايد الأفواج الكشفية فكّر محمد بوراس في تأسيس جامعة الكشافة الإسلامية الجزائرية والتي حظيت بموافقة حكومة الجبهة الشعبية، وعقد مؤتمر التأسيس بالحراش تحت الرئاسة الشرفية للشيخ عبد الحميد بن باديس وكان شعاره "الإسلام ديننا والعربية لغتنا والجزائر وطننا"
ولكن الكشافة الإسلامية الجزائرية دعيت قبيل الحرب العالمية الثانية إلى الانضواء تحت لواء الجمعيات الكشفية الفرنسية. وخلال الحرب أعدم قائدها العام محمد بوراس بتهمة التعامل مع المحور، وقد ساهم الكشافون الجزائريون في النضال ضد الاستعمار منذ أحداث سطيف التي جرت في ماي/أيار 1945، ووصولا إلى الثورة الجزائرية لتي توجت بحصول البلاد على أستقلالها سنة 1962م.

## علاقاتها

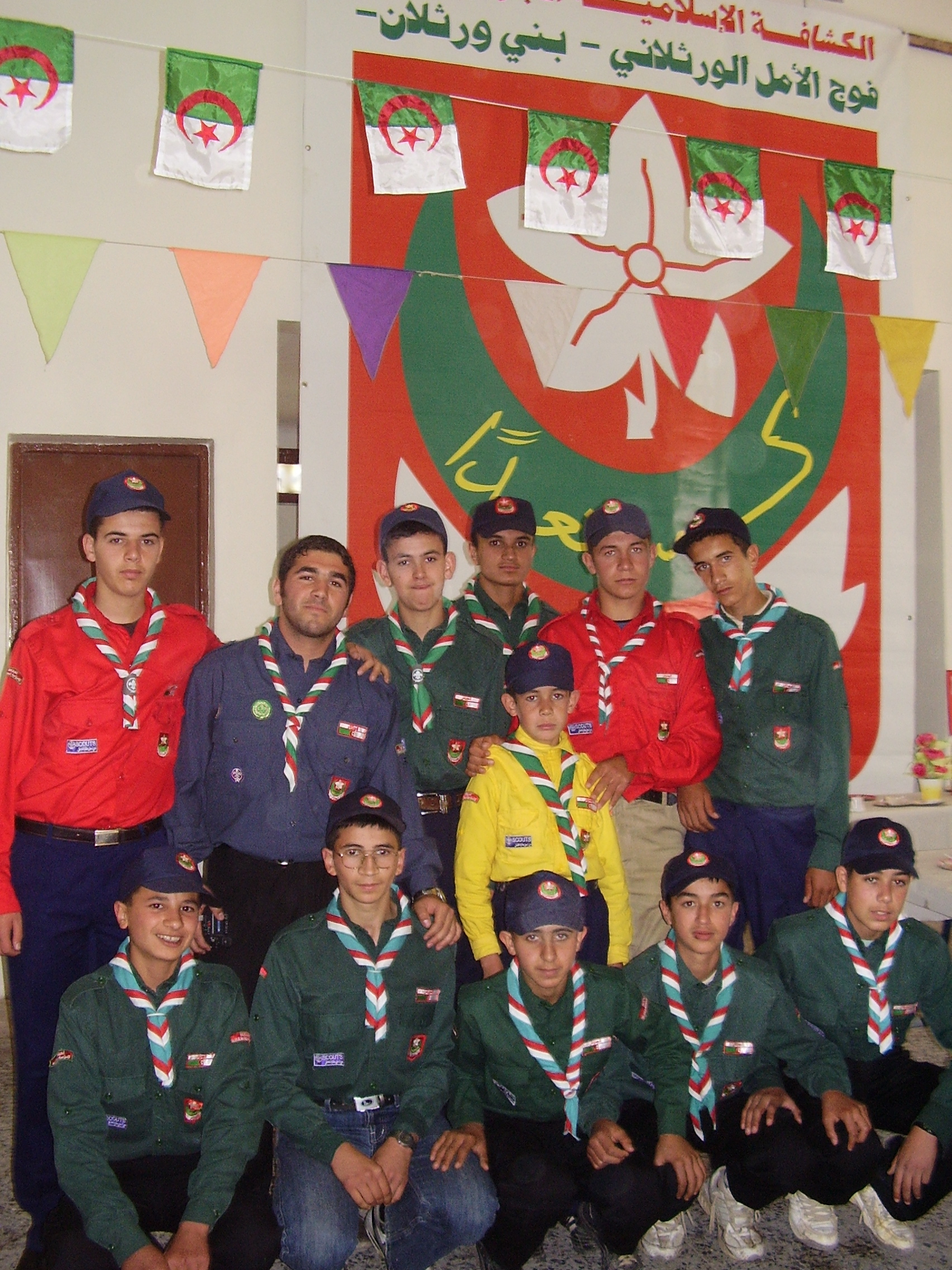
مجموعة من الكشافة الجزائرية (2008)

سعت الكشافة الإسلامية الجزائرية إلى ربط أواصر التعاون مع الجمعية الكشفية الشقيقة والصديقة، بدءا بالكشافة التونسية، حيث كانت الجمعيتان تتبادلان الزيارة خلال الأربعينات والخمسينات. وقد فسح المجال الكشفية الإسلامية الجزائرية حتى تشارك في المخيمات والمؤتمرات للكشفية العربية وفي عضرية الإقليم الكشفي العربي. كما قبلت عضويتها بعد الاستقلال في المنظمة العالمية للحركة الكشفية وهي عضو مؤسس للاتحاد الكشفي للمغرب العربي، وعضو ملاحظ بالمجلس الاقتصادي الاجتماعي للأمم المتحدة.

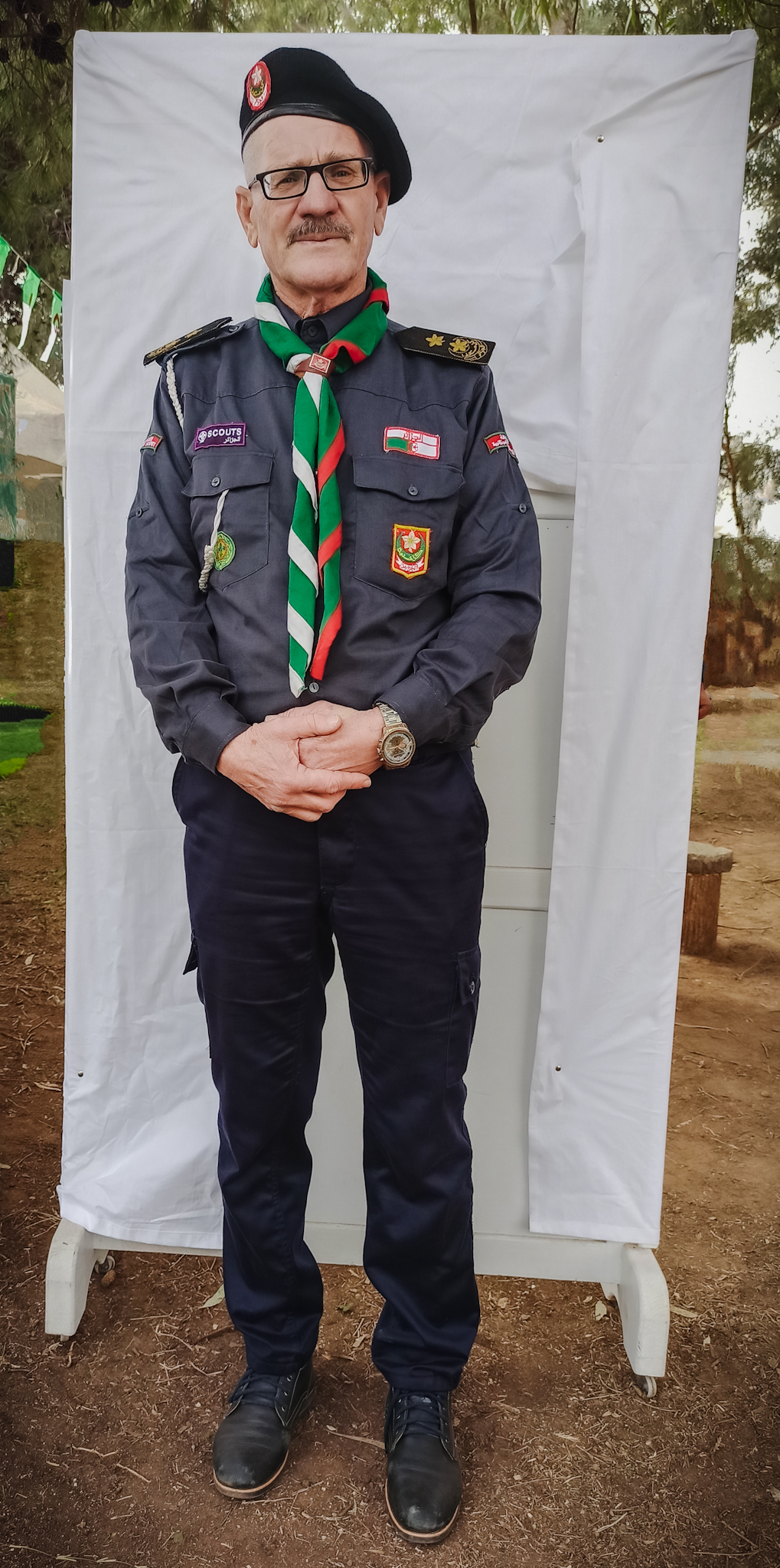
الزي الكشفي للكشافة الإسلامية الجزائرية

## مبادئها وبرامجها
تقوم الكشافة الإسلامية الجزائرية على المبادئ الأساسية التالية:
1. الواجب نحو الله ثم الوطن ؛
2. – الواجب نحو الآخرين ؛
3. – الواجب نحو الذات.

وهي من جهة أخرى تستمد برامجها من:
1. – الدين الإسلامي ؛
2. – مبادئ نوفمبر 1954؛
3. – القانون الكشفي ؛
4. – البرامج الكشفية العالمية.

## شعارها
يتكون شعار الجمعية من:
– زهرة الياسمين: باللون الأبيض، وتمثل فروعها الخمسة أركان الإسلام أما اللون الأبيض فيرمز للصفاء.
– الهلال:يرمز إلى العالم الإسلامي واللون الأخضر يرمز إلى الأمل مكتوب عليه باللون الأصفر شعار: (كن مستعدا).
– اللافتة: البيضاء مكتوب عليها باللون الأحمر (الجزائر). 
1. – الكل في درع أحمر يرمز لدم الشهداء.

## السلّم الكشفي
هو عبارة عن ترتيب إداري كشفي من الجذور إلى الفروع ويبدأ نزولاً من:
- القيادة العامة وتوجد على مستوى الجزائر العاصمة
- المحافظات الولائية وتوجد على مستوى جميع ولايات الجزائر
- الرابطة وهي تجمع فوجين أو أكثر وتوجد داخل الولايات وهي غير أساسية في الترتيب
- الأفواج الكشفية وهو مجموعة وحدات بداية من الأشبال والكشاف مرورا بالمتقدم والجوال، نهاية إلى القادة ويرأسهم رئيس الفوج، أو ما يسمى "محافظ الفوج"
- الوحدات الكشفية
- الفرق الكشفية
- الطلائع الكشفية

## اليوم الوطني للكشافة الإسلامية الجزائرية

### الطبعة الأولى
تحتفل الكشافة الإسلامية الجزائرية بيومها الوطني للكشافة الذي يتزامن وتاريخ استشهاد القائد البطل الشهيد محمد بوراس.
قرار من رئيس الجمهورية عبد المجيد تبون بترسيم ولأول مرة تاريخ الـ27 ماي يوما وطنيا للكشافة إلى تجسيد إرادة الدولة في تطوير الحركة التربوية التطوعية التي تغرس روح العطاء وتعزيز دور ومهمة هذه المؤسسة في المرافقة المتميزة للنشء وحمايته وتوجيهه.

## وصلات خارجية
- الصفحة الرئيسية لموقع الكشافة الإسلامية الجزائرية
- الأنشطة الكشفية في الكشافة الاسلامية الجزائرية
- الكشافة الإسلامية الجزائرية ستوقع قريبا عدة اتفاقيات شراكة لدعم التنمية